# Ma'oz ha-Jam
Ma'oz ha-Jam (hebrejsky: מעוז הים, anglicky: Ma'oz HaYam) byla izraelská osada v bloku osad Chevel Jamit nacházející se v severovýchodním cípu Sinajského poloostrova poblíž města Jamit. Vesnice byla založena v lednu 1982 tedy v době, kdy již platila Egyptsko-izraelská mírová smlouva, která předpokládala vyklizení izraelských osad na Sinaji a jejich návrat pod egyptskou suverenitu. šlo o poslední osadu, kterou Izraelci na Sinaji založili. Vznik Ma'oz ha-Jam byl gestem osadníků, kteří chtěli rozhodnutí izraelské vlády o stažení ze Sinaje zvrátit. Vesnice byla ale nakonec skutečně vystěhována v roce 1982.